# Hans Fróði Hansen
Pour les articles homonymes, voir Hansen.
Hans Fróði Hansen, né le 25 août 1975 à Leirvík aux Îles Féroé, est un footballeur international féroïen, devenu entraîneur à l'issue de sa carrière, qui évoluait au poste de défenseur.

## Biographie

### Carrière en club
Avec les clubs du HB Tórshavn et du B68 Toftir, Hans Fróði Hansen dispute deux matchs en Ligue des champions, deux matchs en Coupe des coupes, deux matchs en Coupe de l'UEFA, et 7 matchs en Coupe Intertoto,.
Avec le HB Tórshavn, il remporte une coupe des îles Féroé, et un titre de champion des îles Féroé.
Au cours de sa carrière de joueur, il dispute notamment 112 matchs en première division féroïenne, pour 10 buts inscrits, et 14 matchs en deuxième division norvégienne, inscrivant un but.

### Carrière internationale
Hans Fróði Hansen compte 27 sélections et 1 but avec l'équipe des îles Féroé entre 1998 et 2004,.
Il est convoqué pour la première fois en équipe des îles Féroé par le sélectionneur national Allan Simonsen, pour un match des éliminatoires de l'Euro 2000 contre la Bosnie-Herzégovine le 19 août 1998. Le match se solde par une défaite 1-0 des Féroïens. 
Le 5 juin 1999, il inscrit son seul but en sélection contre l'Écosse, lors d'un match des éliminatoires de l'Euro 2000. Le match se solde par un match nul de 1-1.
Il reçoit sa dernière sélection le 24 février 2004 contre le Luxembourg lors d'un match amical. Le match se solde par une victoire 4-2 des Féroïens.

## Palmarès
- Avec le LÍF Leirvík
  - Champion des îles Féroé de D2 en 1992

- Avec le HB Tórshavn
  - Champion des îles Féroé en 1998
  - Vainqueur de la Coupe des îles Féroé en 1998

- Avec le Breiðablik Kópavogur
  - Champion d'Islande de D2 en 2005

## Statistiques

### Buts en sélection
Le tableau suivant liste tous les buts inscrits par Hans Fróði Hansen avec l'équipe des îles Féroé.